# Centro studi e documentazione sullo scautismo in Sicilia
(B.-P., dalla prefazione a  Laura Holt, Blazing the Trail, Londra, C. Arthur Pearson, 1923.)
Il Centro studi e documentazione sullo scautismo in Sicilia (CSDS), curato dall'AGESCI - Regione Sicilia è nato nel 2004 e raccoglie (anche con il contributo di privati, soci o ex soci e gruppi scout) la storia dello scautismo e del guidismo nell'isola, a partire dal secondo decennio del Novecento.
Comprende una biblioteca e un archivio che nel giugno 2011 è stato dichiarato di interesse storico particolarmente importante dalla Direzione Generale per gli Archivi del Ministero per i Beni e le Attività Culturali; fa parte degli Istituti culturali ecclesiastici ed è nel polo bibliotecario Cei-Bib dal 2021 e conseguentemente anche nell'Anagrafe delle Biblioteche Italiane e nel Servizio Bibliotecario Nazionale (SBN). Nel 2023 è entrato nel polo Cei-Ar degli Archivi ecclesiastici.
È collocato in un bene confiscato alla mafia di proprietà del Comune di Gravina di Catania, concesso in comodato d'uso dal Consorzio Etneo per la Legalità e lo Sviluppo, presso la sede dell'AGESCI Regione Sicilia.
Il Centro adotta come colore istituzionale il viola  (Pantone 267 C).

## Finalità
Il Centro studi e documentazione sullo scautismo in Sicilia è un'unità operativa permanente dell'Agesci Regione Sicilia, al supporto anche di altre associazioni scout presenti nella regione per lo svolgimento dei compiti di conservazione e valorizzazione del patrimonio archivistico, documentale, librario, iconografico e multimediale dello scautismo e del guidismo in Sicilia, in particolare di quello cattolico, e si prende cura della tenuta dell'Archivio storico sia dell'ASCI che dell'AGESCI della Sicilia.
Con le principali associazioni scout nazionali presenti nella regione, l'Agesci Sicilia ha siglato un protocollo d'intesa: CNGEI, ASSORAIDER, FSE e MASCI.
Si occupa della catalogazione e conservazione del materiale documentale acquisito, di promozione della ricerca pedagogico-sociale, di ricerca storico-documentaria e di studi sul Movimento scout in Sicilia.
Svolge attività editoriale rispondente alle suddette finalità. Le collane edite sono: Memoria, Formazione, Vademecum, Numeri.
Ha stipulato convenzioni di tirocinio curriculari con l'Università di Catania e aderisce a Eunice European University.

## La documentazione presente
- archivio storico (documenti, foto, filmati);
- biblioteca specialistica (libri, opuscoli, tesi di laurea e supporti multimediali);
- emeroteca (con periodici, testate scout e specialistiche);

tutti materiali che forniscono un utile supporto a chiunque voglia studiare il Movimento scout o l'educazione giovanile. Si tratta di un patrimonio che l'AGESCI Sicilia conta di non disperdere, allo scopo di salvaguardare la storia e l'identità scout ma anche per diffondere e divulgare la cultura e lo studio sullo scautismo.
Il totale dei faldoni presenti nell'archivio è di 478: 34 del fondo ASCI, 331 del fondo AGESCI e 113 dei fondi aggregati. Oltre ai 120 metri lineari dell'archivio, sono presenti circa 10.000 altri documenti tra libri moderni, opuscoli, pubblicazioni periodiche, tesi universitarie, carte topografiche, audiovisivi, risorse elettroniche, francobolli, foto e materiale minore.

## Storia
Un primo tentativo pionieristico di raccogliere sistematicamente informazioni storiche e documenti, di cui lo scautismo cattolico in Sicilia ha traccia, si ebbe subito dopo la Seconda guerra mondiale ma non si sono conservati documenti in merito. In seguito, sin dagli anni Sessanta, alcuni capi scout più sensibili ipotizzarono la nascita di un luogo che potesse raccontare la memoria addirittura dando vita a un ente con visibilità giuridica che ebbe vita breve e non lasciò ulteriori tracce.
Nel 1988 una mozione dell'assemblea regionale Agesci dava mandato di creare le premesse per la costituzione di un "Centro Studi e Documentazione" della Regione Sicilia ma i tempi non risultarono maturi.
Il Convegno regionale Agesci del 1991 prevedeva nel Progetto 1991-1994 "la costituzione del Centro Studi purché se ne definiscano con precisione il ruolo e le competenze, finalizzandolo alla crescita culturale e metodologica dello scautismo siciliano". Nuovamente nel programma regionale relativo al Progetto 1995-1998, nell'area Strutture, l'obiettivo "Vivibilità dello scautismo", prevede tra le altre cose la nascita di un Centro Studi. Si ottenne solo una regolamentazione. All'Assemblea regionale del 1999 nasce la proposta di studiare lo scautismo meridionale come qualcosa di originale e peculiare. Anche qui senza particolare seguito.
L'occasione della celebrazione storica del trentennale dell'Agesci nel 2004 e l'opportunità di avere la sede regionale presso un bene confiscato alla mafia oltre alle attese del territorio che la ospitava, risvegliano gli animi e permettono finalmente di far decollare concretamente un Centro studi e documentazione regionale sullo scautismo.

## L'archivio
Il nucleo principale dell'archivio è quello prodotto dall'attività regionale dell'AGESCI (dal 1974) e che si è andato formando negli anni con un significativo incremento dopo la nascita della struttura della segreteria regionale (1988).
In passato, nell'ASCI, i documenti non avevano una collocazione ben precisa perché mancava una sede regionale stabile (ci si appoggiava alle sedi locali, di solito quella del dirigente pro tempore) e l'archivio rimaneva presso diversi dirigenti, con un grosso rischio di deterioramento o perdita.
Una parte dell'archivio storico dell'ASCI si trovava presso l'Arcivescovado di Palermo in via Matteo Bonello (dove era rimasto per diversi decenni); successivamente portata presso i locali della rivendita scout cooperativa La Nuova Zagara di Palermo. Un'altra parte dell'archivio storico, curata dal prof. Giovanni Perrone durante il suo mandato di Commissario regionale, è stata conservata presso la Base scout "La Massariotta" nei pressi di Marineo.
La parte dell'archivio ASCI relativa agli anni Cinquanta-Sessanta, legata ai mandati di dirigenti regionali di Messina, è andata completamente distrutta durante un allagamento della sede scout locale dove era tenuta.
A Catania, dopo essere stati depositati in un locale in piazza San Placido — verso la fine degli anni Sessanta — i documenti sono stati trasferiti, a partire dai primi anni dopo la fusione ASCI-AGI (1974) e fino al 1987, presso l'Arcivescovado di Catania dove si era costituita la segreteria regionale della nuova associazione AGESCI. La segreteria regionale venne successivamente spostata in via Empedocle, sempre a Catania, dove rimase fino al 1997. Quell'anno si è trasferita in un locale di via Etnea, per poi spostarsi, nel 2003, nella sede di via Fratelli Bandiera a Gravina di Catania, in un bene confiscato alla criminalità organizzata.
La riunificazione dell'archivio storico dell'ASCI e dei primi anni AGESCI è avvenuta dal 2003 al 2007, grazie all'interessamento dell'allora responsabile regionale dell'Agesci Sicilia (ing. Amedeo La Scala) e del segretario regionale Antonio Scalini, futuro direttore del CSD. Nel frattempo, con la nascita istituzionale del Centro studi e documentazione nel 2004, tutto il materiale presente e raccolto è passato automaticamente alla nuova struttura.
L'attività di raccolta del materiale disperso prosegue nell'ottica di documentare l'evoluzione dello scautismo in Sicilia, quindi non solo di ASCI, AGI e AGESCI ma anche delle altre associazioni scout presenti, i documenti delle quali hanno arricchito, negli anni, il patrimonio presente.
Nel 2008 è stata scritta da Dario D'Agostino, con relatore il prof. Gaetano Calabrese del corso di laurea in Scienze della Comunicazione dell'Università degli Studi di Catania, una tesi di laurea sull'archivio (dal titolo L'Archivio regionale AGESCI), contenente una sua prima inventariazione. Nel 2012 il dott. Davide Drago ha svolto il lavoro di inventariazione e catalogazione dell'intero archivio. Nel 2019 l'inventario viene raccolto in un volume e pubblicato.

## La biblioteca
Si tratta di una biblioteca specializzata sullo scautismo e sulle tecniche collegate allo scouting dove è possibile trovare saggi critici, saggi storici e approfondimenti sugli aspetti psicopedagogici di supporto all'educazione (non solo scout), sulla dimensione sociale del movimento, sul volontariato, sull'azione politica e di intervento sul territorio etc.
I documenti sono stati catalogati seguendo le ReICat (Regole Italiane di Catalogazione) e classificati con la Classificazione Decimale Unificata derivante dalla CDD (Classificazione Decimale Dewey). La Biblioteca è inserita in OPAC SBN (Catalogo del Servizio Bibliotecario Nazionale) tramite PBE (Polo Biblioteche Ecclesiastiche) e ha un suo progetto culturale. Possiede inoltre una ricca emeroteca con circa 140 testate scout e specialistiche, di cui 45 in corso e tra queste le testate delle principali associazioni scout nazionali e quelle delle regioni Agesci.
Il progetto di catalogazione ha visto anche svilupparsi un censimento e uno studio delle note d’esemplare (note di possesso, ex libris) presenti nel materiale bibliografico che danno testimonianza delle origini dello scautismo in Sicilia arricchendo le informazioni storiche presenti nell'archivio. È in rete con le principali biblioteche scout presenti sul territorio nazionale.
Dal 2021 la catalogazione su Cei-Bib è stata curata dalla dott.ssa Rosa Privitera. Dal 2022 la biblioteca si compone di due sezioni che vedono i documenti suddivisi tra quelli scout e quelli di supporto all’educazione.
Tipologia dei libri posseduti:
- testi scout italiani e tesi o libri che trattano (anche solo cenni) di scautismo;
- in lingua di e su Robert Baden-Powell e sua moglie Olave Soames sulla storia dello scautismo;
- in lingua sullo scautismo da fonti accademiche;
- scritti da scout (soprattutto siciliani) su qualsiasi argomento;
- su e di personaggi pubblici vicini allo scautismo;
- libri storico-sociali su periodi significativi per lo scautismo (fascismo, secondo dopoguerra...);
- tecniche collegate allo scouting, approfondimenti su aspetti psicopedagogici di supporto all'educazione (non solo scout), sul volontariato, sull'azione politica e di intervento nel territorio, su religione/fede, etica-valori, statistiche e ricerche giovanili, letteratura per ragazzi;
- mafia e legalità, aspetti della Sicilia e su fatti e luoghi siciliani.